# Стоктон кингси
Стоктон кингси (енгл. Stockton Kings) амерички је кошаркашки клуб из Стоктона у Калифорнији. Клуб се такмичи у НБА развојној лиги и тренутно је филијала НБА тима Сакраменто кингси.

## Историја
Клуб је основан 2008. године.

## Филијала
- Сакраменто кингси (2008—данас)
- Атланта хокси (2011—2012)
- Голден Стејт вориорси (2010—2011)
- Мемфис гризлиси (2011—2013)
- Њујорк никси (2008—2009)
- Орландо меџик (2009—2010)
- Јута џез (2012—2013)

## Познатији играчи
- Ерик Грин
- Дује Дукан
- Блејк Ејхерн
- Квинси Милер
- Стив Новак
- Кеј Си Риверс
- Самардо Самјуелс
- Клифорд Хамондс
- Тајлер Ханикат
- Брејди Хеслип